# Denis Bodart
Denis Bodart (Namen, 30 november 1962) is een Belgisch stripauteur. In zijn tekenstijl streeft hij een combinatie tussen realisme en de klassieke humoristische stijl van Franquin, Tillieux, Walthéry of Morris na.

## Carrière
Een eerste strip van Bodart, Saint-Germain des morts, verscheen in 1985 bij uitgeverij Bédéscope. Na zijn militaire dienstplicht startte hij een samenwerking met scenarist Yann, een auteur die hij erg bewonderde. De strip Affreux verscheen in het stripblad Circus en Nicotine Goudron in L'Echo des savanes en later in twee albums bij Albin Michel. Verdere samenwerkingen met Yann volgden: een aflevering van Chaminou (L'Affaire Carotassis) en vooral Célestin Speculoos (twee albums bij Vents d'Ouest). Het bekendste werk van Bodart is echter Green Manor op scenario van Fabien Vehlmann.
- Bibliothèque nationale de France: cb121503176 (data)
- Gemeinsame Normdatei: 1145818498
- International Standard Name Identifier: 0000 0000 4996 4434
- Library of Congress Control Number: nr2001011029
- Nederlandse Thesaurus van Auteursnamen: 074816217
- Système universitaire de documentation: 029995728
- Virtual International Authority File: 68966866
- WorldCat: E39PBJhmHqxthkmP3BKTbmJxDq